# Gare de Saint-Victurnien
Gare de Saint-Victurnien vasútállomás Franciaországban, Saint-Victurnien településen.

## Vasútvonalak
Az állomást az alábbi vasútvonalak érintik:
- Limoges-Bénédictins-Angoulême-vasútvonal

## Kapcsolódó állomások
A vasútállomáshoz az alábbi állomások vannak a legközelebb:
- Gare de Saint-Brice-sur-Vienne
- Gare d’Aixe-sur-Vienne